# Fritz Augustus Heinze

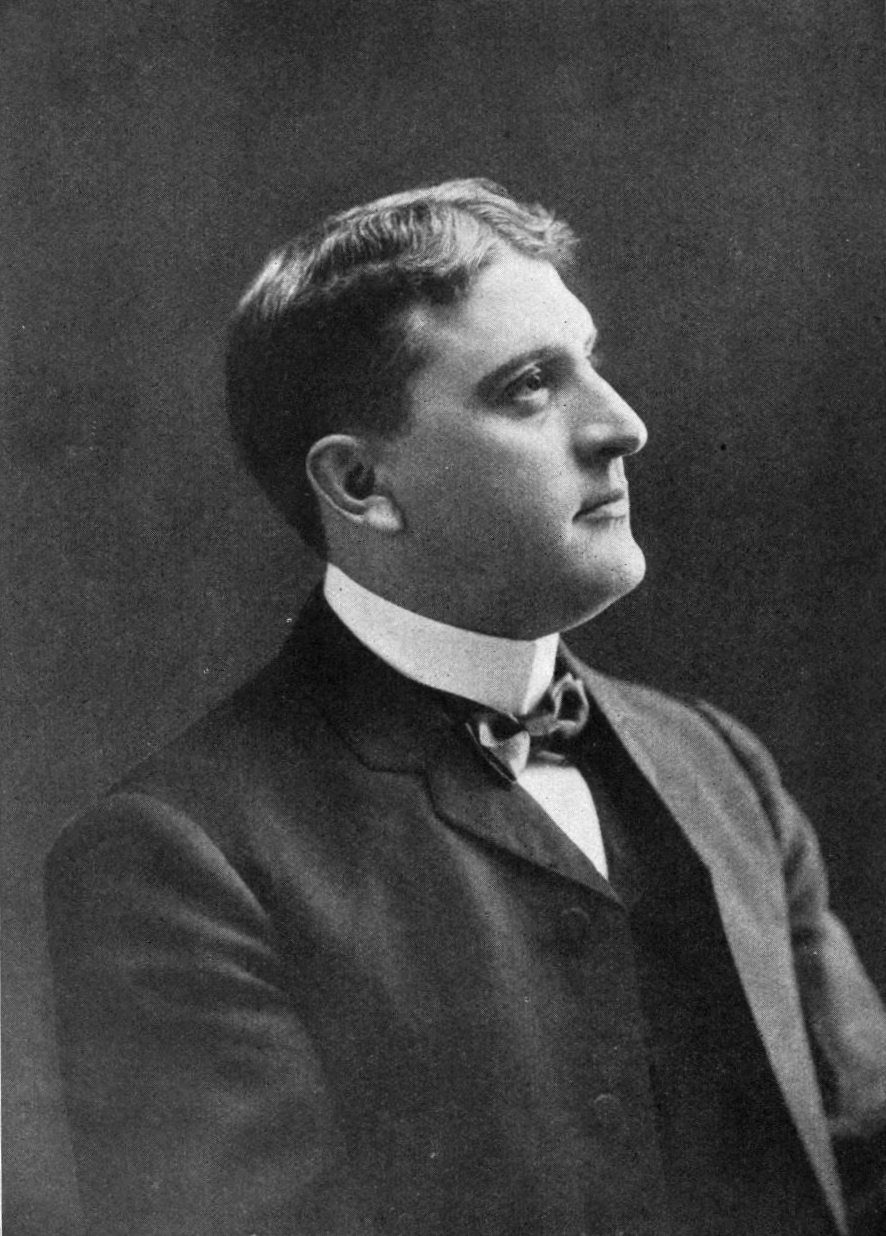
Fritz Augustus Heinze, 1904

Fritz Augustus Heinze (* 5. Dezember 1869 in Brooklyn, New York; † 4. November 1914 in Saratoga County) war ein Unternehmer im Kupferbergbau in Butte (Montana).

## Leben
F. Augustus Heinze wurde in Brooklyn, New York als Sohn wohlhabender Eltern, Otto Heinze, Einwanderer aus Deutschland, und Lida Lacey, Immigrantin aus Irland, geboren. Er hatte eine gute Ausbildung in Deutschland erhalten und studierte am Brooklyn Polytechnic Institute und an der Columbia University.

### Kupferkönigin Montana
1889 war er für die Boston and Montana Company in Butte als Bergingenieur angestellt. Er arbeitete vorübergehend für das Engineering and Mining Journal in New York. Mit seinen beiden Brüdern Otto und Albert in New York gründete er 1892–1893 die Montana Ore Purchasing Company. Diese errichtete einen leistungsstarken Kupfererzreduktionsschachtofen. In diesem Schmelzofen wurden die Erze verschiedener kleiner unabhängiger Bergwerke zu Wettbewerbspreisen geschmolzen. 1895 erwarb er die Rarus Mine, die zusammen mit anderen gepachteten Gruben den Schmelzofen kontinuierlich auslastete.
Anfang der 1890er Jahre investierte Heinze in kanadische Bergwerke mit einem Reduktionsofen in Trail (British Columbia). Er wurde zum Fürsprecher der isolierten Provinzen gegenüber der Canadian Pacific Railway und drohte damit, parallel zu den bereits bestehenden Eisenbahnlinien eine eigene aufzubauen. Schließlich wurde er von der Canadian Pacific mit Profit abgefunden.
Als Heinze nach Butte kam, hatten William Andrews Clark und Marcus Daly ihre Claims schon abgesteckt und waren im Kupferbergbau als Kupferkönige (englisch Copper Kings) etabliert. Heinze nutzte Details der Bergbaugesetzgebung und erstritt sich vor Gerichten die Position des dritten Kupferkönigs.
1899 gründete Marcus Daly mit Henry Huttleston Rogers, Albert Cameron Burrage aus dem Kupferbergwerk Anakonda und der Parrot Silver and Copper Mining Company die Amalgamated Copper Company. Rogers und Burrage waren Direktoren der Standard Oil.
1902 fasste Heinze seine Anteile an den Unternehmen Montana Ore Purchasing Company, Nipper Consolidated Copper Company, Minnie Healy Mining Company, Corra Rock-Island Mining Company und der Belmont Mining Company in der United Copper Company zusammen, einem Unternehmen mit einem Bilanzwert von etwa 80 Millionen Dollar. Die United Copper Company förderte 42 Millionen Pfund Kupfer im Jahr, während Amalgamated Copper Mining Company 143 Millionen Pfund jährlich förderte.

### Der Kampf gegen die Standard Oil

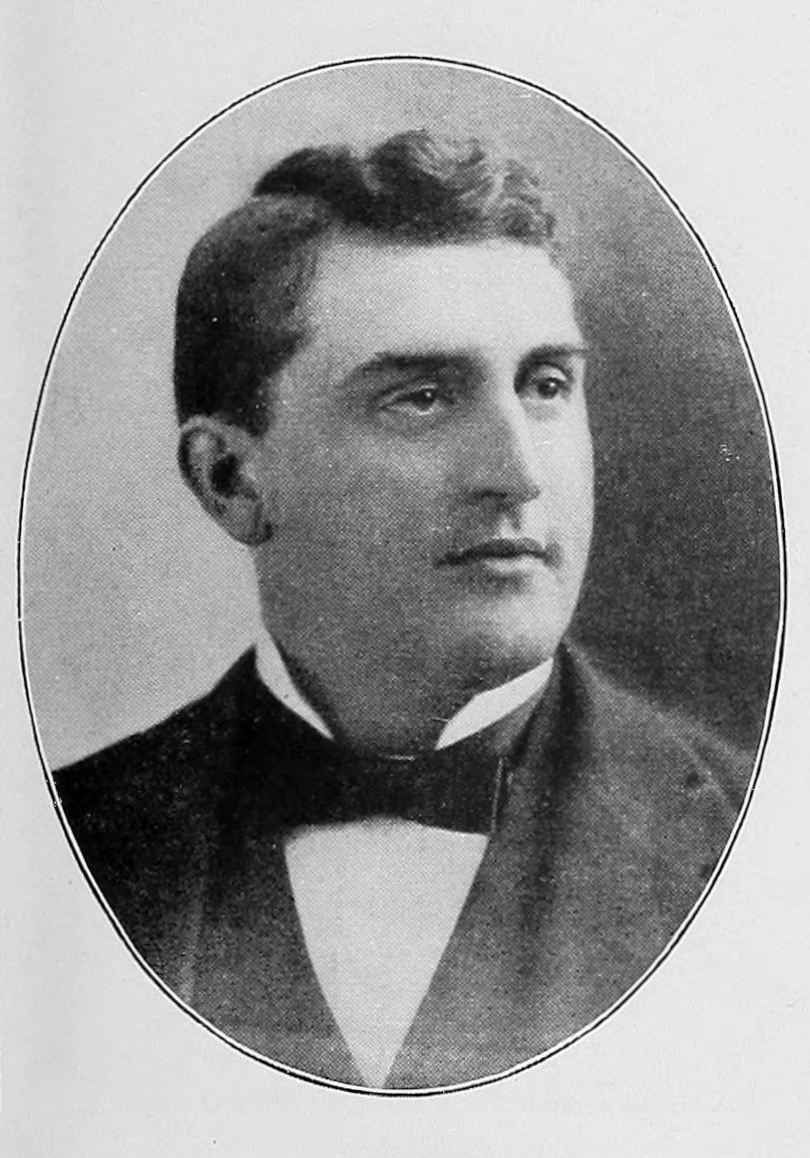
Fritz Augustus Heinze, um 1899

1897 wurde die Exekutive von Montana, darunter auch die District Judges, gewählt. 1899 wollte William Andrews Clark, durch Bestechung der Parlamentsabgeordneten für Montana, den Staat im Senat der Vereinigten Staaten vertreten. Als dies bekannt wurde, lehnte dies der Senat ab, und 1900 wurde Clark in direkter Wahl in den Senat gewählt. Im Wahlkampf 1900 verbündete sich Clark mit Heinze, der ebenfalls Mitglied der Demokratischen Partei war. Beide Kupferkönige opponierten gegen die Amalgamated Copper Company der Standard Oil. Der US-Kongress hatte 1890 mit dem Sherman Antitrust Act ein Gesetz verabschiedet, das unter anderem die Verschwörung zu Monopolen und unzulässige Eingriffe in den Handel verbot. In der Folge trat der Trust als Holding auf. Heinze begeisterte die Wähler von Montana mit seiner Agitation gegen die Standard Oil und veröffentlichte sie in seiner Zeitung The Reveille.
Er illustrierte die absolute Macht der Standard Oil, als er die Marktmacht beschrieb, welche die Arbeiter dazu zwang, in den Läden der Companie zu kaufen: „Sie werden eure Löhne kürzen und die Preise in den Kaufläden der Company erhöhen auf jeden Bissen, den ihr esst, auf jeden Fetzen, den ihr tragt … und wenn ihr sterbt, werden sie euch in Standard Oil-Särgen begraben.“ ()
Um die entscheidenden Wählerstimmen der Arbeiter zu erhalten, sagten Clark und Heinze ihren Arbeitern den achtstündigen Arbeitstag ohne Lohnausgleich zu und forderten Amalgamated heraus, dies ebenfalls zu tun, was deren Direktoren ablehnten. Clark und Heinze ermutigten die Angestelltengewerkschaft Clerks' Union, einen generellen Geschäftsschluss um 18:00 Uhr zu fordern. Die Mehrheit der Arbeitgeber stimmte zu, aber Daniel J. Hennessy's Copper City Commercial Co, der Company Store, weigerte sich.
Heinze wollte die Judikative im Silver Bow County, Montana, kontrollieren, besonders die Wahl von ihm gewogenen United States District Judges kam ihm bei seinen zahlreichen Gerichtsprozessen entgegen. Die Montana Ore Purchasing Company hatte mehr als 30 Richter in deren Wahlkampf unterstützt.
1896 wurde William Clancy zu einem District Judge gewählt. Seine Urteile zeigten eine bedingungslose Unterstützung von Heinze. In der Wahlkampfallianz mit Clark 1900 hatte Heinze einen weiteren Verbündeten gewonnen, Edward Harney, der zum District Judge am zweiten Gericht in Butte gewählt wurde. Mit seinen Freunden in den District Courts konnte Heinze seine Gerichtsauseinandersetzungen auch mit Standard Oil in die Länge treiben. Die Montana Ore Purchasing Company begann 1898 einen Prozess gegen die Boston and Montana Company.
Als Arthur P. Heinze die Claims der Copper Trust Company aufzeichnete, entdeckte er ein schmales dreieckiges Binnengrundstück, an das zwar die ertragreichen Bergwerke Neversweat, St. Lawrence und Anakonda angrenzten, auf dem sie aber selbst kein Abbaurecht hatten. Fritz Heinze ließ die Abbaurechte auf dieses 40 Quadratyard große Grundstück vor dem Gericht von Clancy geltend machen. Er argumentierte, die Lagerstätten der drei anderen Gruben hätten ihre Kuppel in diesem Grundstück. William Clancy ließ per einstweiliger Verfügung die drei angrenzenden Bergwerke Anfang 1900 schließen, worauf etwa 3.000 Bergleute erwerbslos wurden. Es gab Drohungen, Clancy zu lynchen, was ihn dazu bewog, die einstweilige Anordnung zurückzunehmen.
Heinze hatte per mündlichen Vertrag die Minnie Healy mine von Miles Finlen, einem Freund von Marcus Daly, gepachtet und anders als Finlen einen ergiebigen Erzgang aufgespürt.
Am 22. Oktober 1903 fällte Clancy zwei weitreichende Urteile, welche die Auseinandersetzung mit der Standard Oil Co. in die entscheidende Phase brachten.
Er bestätigte einen Titel der Johnstown Mining Company für die Minnie Healy mine. Diese Entscheidung bestätigte Heinzes Ansprüche auf grob 10 Millionen Dollar in nachgewiesenem Erz und bot diesem weitere Möglichkeiten für Apex-Gerichtsverfahren bei umliegenden Gruben. Entscheidender war aber, dass Clancy zugunsten von MacGinnis, Forrester und Lamm entschieden hatte und verfügte, dass es Amalgamated verboten wäre, Aktien zu besitzen, und verboten sei, Dividenden von ihren Parrot-, Boston- und Montana-Filialen zu ziehen. Diese Entscheidung bedeutete, dass der Betrieb der Unternehmen der Amalgamated Holding in Montana für illegal erklärt wurde.
Stunden nach diesem Urteil schloss die Amalgamated Holding die meisten ihrer Betriebe in Montana. Etwa 15.000 Beschäftigte, die Mehrheit der Lohnabhängigen von Montana, wurden erwerbslos. Die Amalgamated forderte, dass Heinze, John Macginnis und Daniel Lamm ihre Aktien an Parrot verkaufen sollten. Die Butte Miners Union mit Senator Clark und weitere Interessenten boten an, die Aktien im Parrot zu kaufen. Am Nachmittag des 26. Oktober 1903 trat Heinze vor etwa 10.000 Zuhörer, die sich vor dem Gericht im Silver Bow County versammelt hatten. Viele der Männer waren feindselig gestimmt und einige waren bewaffnet.

„Es ist behauptet worden, dass ich gegen Amalgamated Copper Company vor Gerichten des County's und des Bundesstaates hetzen würde. Vor sechs oder sieben Jahren kamen diese Herren zu mir und sagten: „Sie müssen den Bundesstaat verlassen. Wenn Sie nicht gehen treiben wir sie hinaus.“ Sie haben es seither fortwährend versucht. Sie haben momentan Unterlassungsklagen gegen mich anhängig, ohne die ich in der Lage wäre 2.000 zusätzliche Männer zu beschäftigen. Sie haben, mich auf jede erdenkliche Weise bekämpft. Sie haben mich in der einen oder anderen Weise, ein Dutzend mal geschlagen und ich habe meine Niederlagen wie ein Mann getragen. Ich habe meine Kämpfe der Öffentlichkeit erklärt, wenn ich dazu die Gelegenheit hatte, und um Unterstützung an den Wahlurnen gefordert. Ich setze mein Leben darauf, dass sich nun in meiner Hörweite hundert Männer befinden, die ich nun beschäftige und denen Bestechungsgelder zwischen 1.000 und 10.000 USD geboten wurden, um Meineide zu schwören, um mich in Gerichtsverfahren zu schlagen. Meine Freunde, die Amalgamated Copper Company, mit ihrem Einfluss und ihrer Position, ist die größte Gefahr, die eine Gemeinde in ihren Grenzen haben kann. Die Aktien von Herrn MacGinniss sind ein Bollwerk, das Sie und andere hier in Butte, Bergleute und Kaufleute, vor der Aggressionen der skrupellosen Standard Oil Company schützt. Rockefeller und Roger haben die Ölquellen von Amerika geklaut und dabei jedes menschliche und göttliche Gesetz niedergetrampelt. Sie zerdrückten rücksichtslos jedes Hindernis in ihrem Weg. Sie zerstörten Eisenbahnzüge und fackelten Öl-Raffinerien ihrer Konkurrenten ab.
Sie verschworen sich mit Eisenbahngesellschaften, um ihre Konkurrenten zu ruinieren und in den Bankrott zu treiben. Manchmal wurden sie bei ihren Taten ertappt, sie kauften die Richter und schützten sich vor dem Gestreiften der Gefängnisse und anderer Strafen. Diese Rockefellers und Rogers möchten die Exekutive, die Judikative, und die Legislative der Montanan kontrollieren […] Es ist wahr, dass ich sehr am Ausgang dieses Kampfes interessiert bin. Mein Name, mein Vermögen und meine Ehre stehen auf dem Spiel, alles war der Kritik ausgesetzt. Sie kennen mich seit Jahren, Sie sind meine Freunde, meine Mitarbeiter, ich fordere denjenigen unter Ihnen auf, sich zu melden, dem ich bei einer einzigen Gelegenheit unrecht getan habe. Diese Leute sind meine wilden, bitteren, unverzeihlichen Feinde, aber es sind auch Ihre Feinde. Wenn sie mich heute zerschlagen werden sie Sie morgen zerschlagen. Sie senken Ihre Löhne und erhöhen die Preise im Firmenladen auf jeden Bissen, den sie essen und jeden Fetzen, den Sie tragen.
Sie werden Sie zwingen, in Standard Oil Häusern zu wohnen, solange sie leben und in Standard Oil Särgen wenn Sie sterben. Ihre Werkzeuge und Diener sind jetzt hier, sie streben danach, einen weitern Trust aufzubauen, der bereits berüchtigt ist. Lassen Sie sie gewinnen und sie werden in Montana Bedingungen schaffen, welche die schönsten Aussichten sprengen und den Namen Montana den Freiheitsliebenden verhasst machen wird. Sie haben die Bergleute von Colorado gebrochen, da diese niemanden hatten, der für sie einstand. In dieser Schlacht ist der Bundesstaat vor den Dienern der Rockefellers und der Piraterie der Standard Oil zu schützen, dabei sind wir Partner und Verbündete. Wir werden dies gemeinsam überstehen oder gemeinsam untergehen.“

Heinze bot ausweichend den Verkauf der Aktien der Parrot zu Bedingungen an, von denen er wusste, dass die Standard Oil sie nicht akzeptieren würde. Die Amalgamated lehnte alle Kompromissvorschläge ab und forderte von Gouverneur Joseph Toole, das Parlament von Montana einzuberufen, um ein Clancy Law zu verabschieden, mit dem gewählte District Judges des Amtes enthoben werden konnten. Das Parlament von Montana verabschiedete am 10. November 1903 in einer Sondersitzung die Fair Trials Bill. Fritz August Heinze hatte die Schlacht um die Kontrolle der Gerichte verloren. Bei den Wahlen 1904 wurden die Freunde von Heinze aus den District Courts abgewählt. Abweichend von seinen Versprechen, niemals an die Amalgamated zu verkaufen, begann Fritz Augustus Heinze Verhandlungen mit John D. Ryan, der 1904 der Geschäftsführer von Amalgamated Montana geworden war. Nach 15 Monaten Verhandlungen verkündeten die Heinzes im Februar 1906, dass sie ihre Anteile in Butte an Amalgamated verkauft hätten. Amalgamated zahlte 12 Millionen Dollar für die United Copper Company. Sie erwarb mehr als Bergwerke und Reduktionsöfen, denn damit waren auch etwa 100 anhängige Klagen erledigt, die Anlagen im Wert von etwa 50 Millionen USD stillgelegt hatten.

### Panik von 1907
Heinze kehrte 1906 nach New York zurück, kaufte sich in der Mercantile National Bank ein, wurde bei dieser Direktor, arbeitete eng mit Charles W. Morse zusammen, war in Leitungsgremien von mindestens sechs National Banks, fünf Trusts und vier Versicherungsgesellschaften.
Sein Bruder Otto Heinze wollte die Aktien der United Copper Company, welche nicht an der NYSE gehandelt wurden, sqeezen. Am 10. Oktober 1907 trafen sich Morse, Augustus und Otto Heinze im Haus von Charles T. Barney, dem Direktor der Knickerbocker Trust Company, in der Fifth Avenue. Morse erklärte den Heinzes, dass er für das Sqeezen der Aktien der United Copper Company etwa 1,5–3 Millionen Dollar für erforderlich halte. Dieses Sqeezen scheiterte und Barney wurde nahegelegt, als Direktor der Knickerbocker Trust Company zurückzutreten. Am 21. Oktober 1907 verkündete die National Bank of Commerce, sie würde Wechsel der Knickerbocker Trust Company nicht mehr annehmen, was die Anleger der Knickerbocker Trust Company dazu motivierte, ihre Einlagen abheben zu wollen. Die Knickerbocker Trust Company war vorübergehend zahlungsunfähig und Barney nahm sich das Leben. Fritz Augustus Heinze verlor ein Vermögen. Die Krise weitete sich aus zur Panik von 1907.
Augustus Heinze wurde angeklagt, im Oktober 1907 16 Finanzvergehen begangen zu haben. Bis 1909 wurde er durch eine Reihe von glücklichen Fügungen von allem freigesprochen.

### Rückkehr nach Montana
Am 7. November 1909 kehrte Augustus Heinze nach Butte, Montana zurück. Obwohl er von den Gerichten vollständig rehabilitiert worden war, war er durch die Ereignisse des Oktober 1907 gezeichnet. Seine Bergbauunternehmungen stürzten ein, seine Beziehung zu seinem Bruder Otto, seinem früheren Geschäftspartner, war zerstört. Seine Ehe scheiterte und sein Gesundheitszustand verschlechterte sich. Heinze starb im Alter von nur 44 Jahren an einer Magenblutung infolge von Leberzirrhose. Seine Frau starb ein Jahr zuvor.